# 小幡真一郎
小幡 真一郎（おばた しんいちろう、1952年7月21日 - ）は、京都府京都市出身の元サッカー選手、サッカー審判員（元国際主審）。
1993年5月15日に行われた、Jリーグオープニングマッチ・ヴェルディ川崎対横浜マリノスの主審を務めたことで知られる。

## 来歴
京都教育大学教育学部附属高校から東京教育大学を卒業後、母校である京都教育大学教育学部附属高校で教鞭を執りながら京都サンガF.C.の前身である京都紫光クラブで選手としてプレーし、29歳で現役引退。引退後は高校サッカー部の指導者としての道を歩むつもりであったが、1988年に第43回国民体育大会が行われることになり、開催地として審判員を確保する必要に迫られ、先輩の誘いを受けて審判員資格の取得を目指すことになる。
1985年に1級審判員の資格を取得し、1992年には国際サッカー連盟 (FIFA) 登録の国際主審にも任命され、広島で開催されたAFCアジアカップ1992の開幕戦（グループB）・サウジアラビア対中国の試合などを担当した。
1993年の日本プロサッカーリーグ（Jリーグ）開幕に際し、オープニングマッチの主審を任命するにあたり、FIFAワールドカップでの主審経験もある高田静夫が海外での国際試合を担当するためスケジュールが合わなかったこともあり、当時国際審判員で最も若かった小幡に白羽の矢が立てられた。本人は何度も固辞したものの、最終的に当日の試合担当を受諾。試合直前まで打ち合わせの言葉が頭に残らないほど緊張していたものの、キックオフ前のカウントダウンで落ち着きを取り戻し、「ゲームの流れを止めないようにすること」を意識してレフェリングに集中し、イエローカード3枚を提示するものの、無難にこなした。
2001年まで1級審判員としての活動を続け、翌年からは日本サッカー協会 (JFA) の1級審判インストラクターを務め、後進の指導に当たった。65歳となった2017年に定年を迎えたが、嘱託職としてJFAに引き続き在籍し、1級審判インストラクターを務める傍ら2018年からは筑波大学大学院にて「U-18の3級審判」をテーマに修士論文の研究を行っているという。

## 経歴

### 選手歴
- 京都教育大学教育学部附属桃山中学校
- 1968年 - 1970年：京都教育大学教育学部附属高等学校
- 1971年 - 1974年：東京教育大学
- 1975年 - 1981年：京都紫光クラブ

### 審判歴
- 1979年　3級審判員取得
- 1983年　2級審判員取得
- 1985年　1級審判員取得
- 1992年 - 1997年　国際主審登録
- 1998年　京都府サッカー協会審判委員長
- 2001年　1級審判員引退、AFC審判インストラクターコース参加（マレーシア）
- 2002年　日本サッカー協会審判インスペクター、関西サッカー協会審判委員長、FA審判インストラクターコース参加（イングランド）
- 2003年　日本サッカー協会審判インストラクター、日本サッカー協会専任審判指導者
- 2004年　JFAレフェリーカレッジ・マスター
- 2006年　日本サッカー協会審判チーフインストラクター
- 2013年5月3日 アジアサッカー連盟のAFC功労賞ブロンズスターアワード受賞[5]

## 記録
- 国際試合：25試合（内Aマッチ13試合）
- 国内試合：日本リーグ1部／主審33試合　Jリーグ／主審94試合（総試合数：約1300試合）

## エピソード
- 1997年7月9日のJリーグ1stステージ第14節・名古屋グランパスエイト対横浜マリノス戦（名古屋市瑞穂陸上競技場）で、名古屋FWドラガン・ストイコビッチは前半16分と18分に2回の警告を連続して受け退場処分になったことに激怒し、その試合の主審であった小幡の出したイエローカードを取り上げ、逆に小幡に向かって突き付けた[6]。ストイコビッチは審判への侮辱行為として4試合の出場停止処分となったが、小幡に対しても審判の権威を失わせたとして試合割り当てがしばらく見送られた[6]。小幡自身も（警告を出した後に選手が激昂する可能性があるという）試合のリスクマネジメントが不十分だったと反省していた[6]。
- 2001年5月3日のJ1・1stステージ第7節・清水エスパルス対コンサドーレ札幌戦（日本平スタジアム）の54分に、清水MFアレックスの間接フリーキックが誰にも触られずにゴールに吸い込まれたのをそのままゴールと認めてしまったことがある[3][7]。スタジアムDJのゴールコールの雰囲気に流されてしまったのと、札幌の選手やベンチから異議がなかったため試合を続行したが、試合終了後に記録員に指摘されてミスに気づいたという[3]。その後小幡は審判の活動をしばらく休み、最終的にその年限りで1級審判員としての活動を終了している。

## 著書
- 『すぐに試合で役に立つ！サッカーのルール・審判の基本』実業之日本社、2013年9月19日。ISBN 9784408454634。

## 参考資料
- 玉利剛一 (2018年11月24日). “ストイコビッチにイエローカードを出された審判 -小幡真一郎インタビュー-”. フットボールチャンネル. 2021年5月16日閲覧。